# Josefine Domes
Josefine Domes (* 22. Oktober 1981 in Prenzlau) ist eine deutsche Musikerin und Schauspielerin.

## Leben
Josefine Domes gab ihren ersten und bis 2018 einzigen Auftritt vor der Kamera 2002 in der deutschen Kinoproduktion Große Mädchen weinen nicht. Neben ihrer schauspielerischen Mitwirkung in der Rolle der Tessa trug sie auch musikalisch zum Film bei und komponierte zwei der Filmsongs, Break A Broken Heart und It Was You. Den Text zu den Liedern lieferte die Regisseurin, Maria von Heland.
Ab 2002 konzentrierte sich Domes vermehrt auf die musikalische Arbeit und sang in unterschiedlichen Bands; 2005 gründete sie zusammen mit dem Jazz-Pianisten Bene Aperdannier in Berlin die Band Josefine und das Meer. Stücke der Band sind unter anderem auf Blaue Stunde – Popjazz Made in Germany Vol.3 zu hören.